# His Children's Children
His Children's Children is een Amerikaanse dramafilm uit 1923 onder regie van Sam Wood. De film is wellicht zoekgeraakt.

## Verhaal
De oude Peter B. Kayne heeft zijn fortuin overgemaakt aan zijn 55-jarige zoon Rufus, de directeur van een administratiekantoor. Intussen gaan zijn drie dochters Diane, Claudia en Sheila door met hun wufte levenswandel. Rufus leert het koormeisje  Mercedes kennen en speelt het familiefortuin kwijt door een riskante investering. Diane komt tot inkeer en wil haar jongere zus Sheila ervoor behoeden dat ze dezelfde fouten maakt als zijzelf. Ze trouwt bovendien met de jonge advocaat Lloyd Maitland. Rufus krijgt een zenuwinzinking, als de familiebezittingen worden geveild.

## Rolverdeling
| Acteur           | Personage          |
| ---------------- | ------------------ |
| Bebe Daniels     | Diane              |
| James Rennie     | Lloyd Maitland     |
| Dorothy Mackaill | Sheila             |
| Hale Hamilton    | Rufus Kayne        |
| George Fawcett   | Peter B. Kayne     |
| Kathryn Lean     | Claudia            |
| Mahlon Hamilton  | Larry Devereaux    |
| Mary Eaton       | Mercedes           |
| Warner Oland     | Dokter Dahl        |
| John Davidson    | Florian            |
| Lawrence D'Orsay | Mijnheer Pepperill |
| Sally Crute      | Mevrouw Wingate    |
| Joseph Burke     | Billy McGaw        |
| Templar Powell   | Lord Harrowdale    |
| Dora Mills Adams | Mevrouw Kayne      |